# Claudia Ott
Claudia Ott (née en 1968 à Tübingen) est une arabisante, auteure, traductrice et musicienne allemande. Elle est connue pour sa nouvelle traduction des Mille et Une Nuits.

## Vie et carrière

### Carrière universitaire
Claudia Ott a étudié l'islam, l'arabe et d'autres langues orientales, de 1986 à 1988 à l'Université hébraïque de Jérusalem et de 1988 à 1992 à l'Université de Tübingen. Elle a obtenu son doctorat en études arabes à l'Université libre de Berlin en 1998 avec une thèse sur la poésie épique arabe intitulée Metamorphosen des Epos (Métamorphoses de l'Épopée).
De 1993 à 1998, elle a été assistante de recherche à l'École d'études sémitiques et arabes de l'Université libre de Berlin. Elle a ensuite séjourné au Caire pour étudier la musique arabe et le ney, ainsi que pour mener des recherches musicologiques.
De 2000 à 2013, elle a travaillé comme assistante de recherche au département de philologie orientale de l'université d'Erlangen-Nuremberg. Depuis 2013, elle est chargée de cours et membre associée du Département d'études arabes et islamiques de l'Université de Göttingen. En 2022, elle a été nommée professeur honoraire d'études arabes dans la même université.

### Carrière musicale
En plus de son travail académique, Ott a été membre de plusieurs ensembles internationaux de musique orientale. Elle a créé ses propres programmes incluant de la musique arabe et de la littérature orientale. En tant que musicienne, traductrice et présentatrice, elle a collaboré avec l'Orchestre symphonique de Nuremberg, le Festival international Haendel de Göttingen (de), ainsi qu'avec les artistes Mahmud Darwish, Mohamed Mounir, Abdo Dagher et Gamal al-Ghitany, entre autres. En 2001 et 2004, elle a présenté des programmes musicaux pour des lectures littéraires du lauréat du prix Nobel Günter Grass lors de ses visites au Yémen. De plus, elle est musicienne certifiée pour la musique d'église (de) et dirige la chorale Saint-Martin du village de Beedenbostel.

### Carrière d'écrivaine et de traductrice

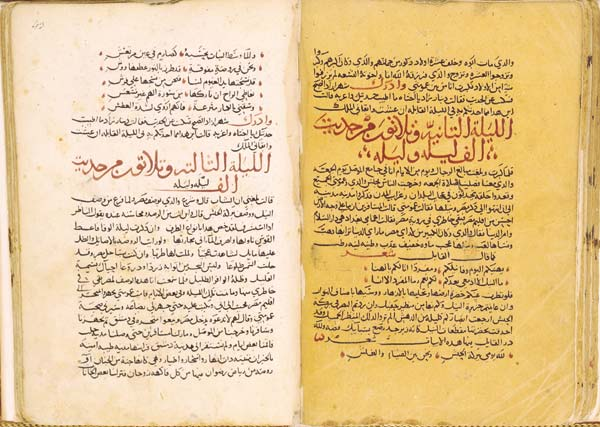
Manuscrit Galland

Depuis 1992, Ott écrit en tant qu'auteure et traductrice pour diverses stations de radio et journaux allemands. À partir de 2000, elle a commencé à travailler comme traductrice littéraire indépendante de l'arabe vers l'allemand. Elle reçoit des bourses du Fonds des traducteurs allemands et une bourse du Fonds de littérature allemande pour sa traduction des Mille et Une Nuits. S'appuyant sur le plus ancien manuscrit arabe conséquent existant des Mille et Une Nuits dans l'édition critique de Muhsin Mahdi (le manuscrit Galland), elle y conserve les poèmes. Elle souhaitait présenter « aux lecteurs allemands sous une forme exempte de toutes les surpeintures, embellissements et pruderies des siècles derniers. [...] Ce ne sera plus un orientalisme européen qui nous parlera à travers les Mille et Une Nuits, mais enfin l’Orient lui-même ». Elle publie son travail, composée de 282 histoires sur 700 pages, en 2004, pour les trois cent ans de la parution du premier volume de la version de Galland,,.
Commentant le personnage de Shéhérazade, Ott a déclaré :

« Shéhérazade, la narratrice du récit principal, est dépeinte comme une femme qui sait exactement ce qu'elle fait et qui affronte une situation potentiellement mortelle avec une intelligence perspicace et une réflexion approfondie. La véritable signification du récit cadre réside donc dans son acte de briser la spirale de la violence, non pas grâce à des traits féminins conventionnels comme le charme, l'attrait et la beauté, mais plutôt grâce au savoir, à l'éducation et au pouvoir de la littérature. »

En 2012, Ott a publié la toute première traduction d'un manuscrit encore plus ancien, intitulé Les Cent et Une Nuits. Elle avait découvert un manuscrit de cette œuvre, daté de 1234 ou 1235, dans l'exposition temporaire « Trésors du Musée Agha Khan » au Musée d'art islamique de Berlin. Ce manuscrit ne comprend pas plus de 85 nuits, avec seulement deux contes partagés avec le manuscrit beaucoup plus tardif de Galland, Les Nuits. Il a été écrit pendant la domination musulmane dans l'al-Andalus médiéval.

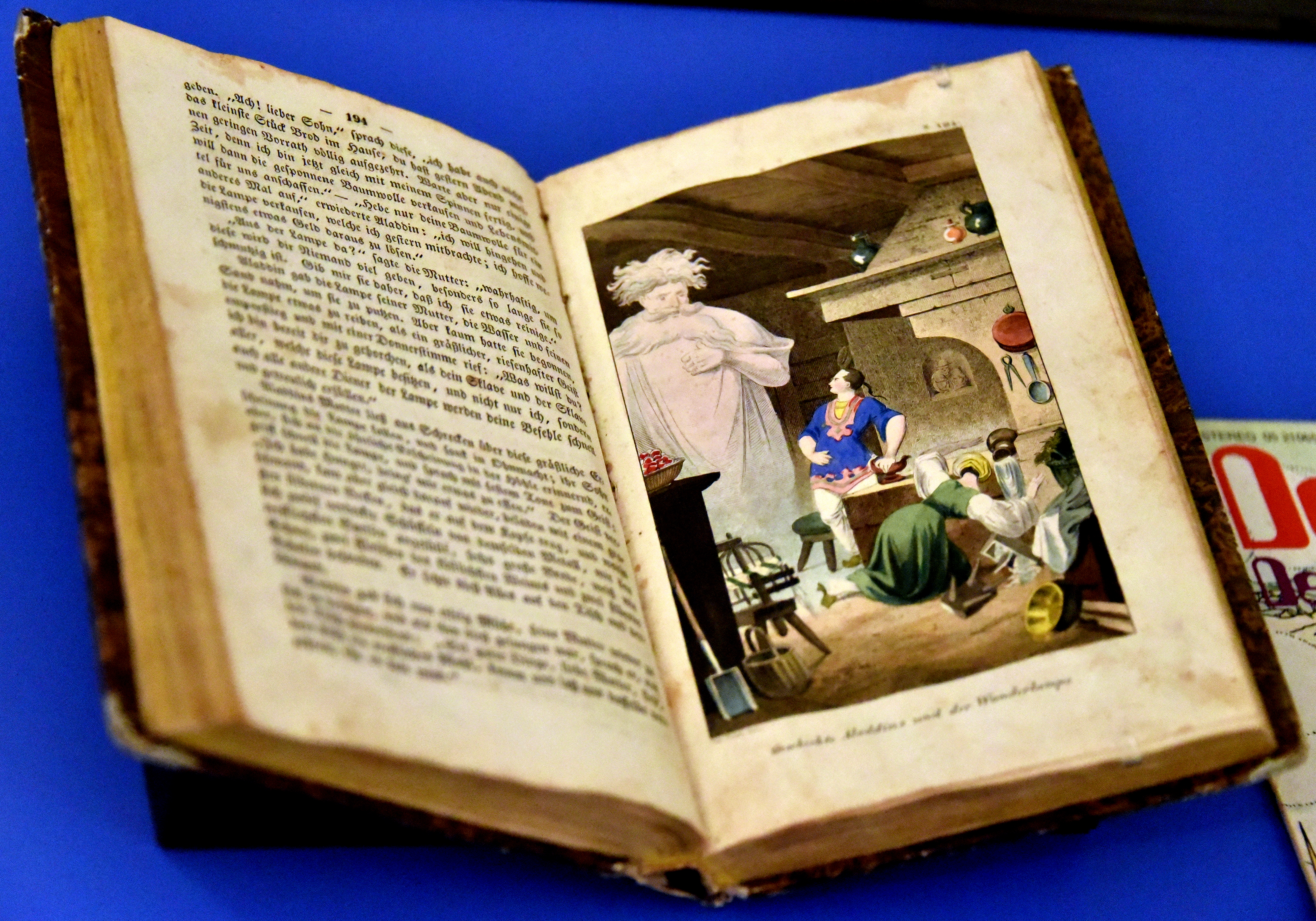
Les Contes de Shéhérazade ou Les Mille et Une Nuits, traduction allemande de Karl Pfaff, 1838, avec eaux-fortes de Johann Voltz, Stuttgart

Suite à plusieurs réimpressions après sa première traduction des Nuits, Ott a publié d'autres histoires dans des volumes séparés. La première d’entre eux était les contes des nuits 283 à 542 qu’elle avait découverts et traduits à partir d’un manuscrit arabe distinct. Cette suite s'intitule Tausendundeine Nacht. Das glückliche Ende. (Les Mille et Une Nuits. La Fin Heureuse.) et a été publié en 2016.
En 2018, elle publie uniquement la trame narrative des Nuits sous le titre Tausendundeine Nacht. Der Anfang und das glückliche Ende (Les Mille et Une Nuits. Le début et la fin heureuse.), ouvrage orné de calligraphies de Mustafa Emary. Ce volume contient le début du cycle avec l'Histoire de Shéhérazade et du roi Chahriar, suivi de la « fin heureuse » en un seul volume. C'est première traduction en allemand du manuscrit trouvé dans la bibliothèque Rasit Efendi Kayseri, bâtie en Anatolie centrale il y a plus de deux siècles par ce collectionneur de manuscrits anciens. Il contient la conclusion détaillée de l'histoire de Shéhérazade,.
Le volume de 2022 Tausendundeine Nacht – Das Buch der Liebe (1001 Nuits – Le Livre de l'Amour) contient quatre longues histoires d'amour sur le roi Kamarassaman et d'autres personnages des Nuits, avec 7 calligraphies de Mustafa Emary,.
Le titre de l'anthologie de poèmes d'amour orientaux d'Ott, Gold auf Lapislazuli (Or sur lapis-lazuli), parue en 2008, renvoie à un poème d'al-Andalus sur le « scintillement des étoiles dans un ciel bleu foncé ». Ce recueil de 100 poèmes, traduits en sept langues orientales différentes, présente des œuvres écrites à différentes périodes historiques et aborde des thèmes importants de ce sous-genre.
Lors de ses lectures publiques, Ott est généralement accompagnée d'un groupe de musique arabe et lit les histoires à haute voix, en allemand et en arabe. Elle présente ainsi ses histoires selon la manière traditionnelle de la narration orientale. Dans les éditions imprimées, ses traductions ont été illustrées de calligraphie arabe.

## Réception
En raison de ses traductions des Mille et Une Nuits et d'autres œuvres de la littérature arabe médiévale, Ott a été qualifiée de l'un des « plus importants traducteurs de l'arabe vers l'allemand ». Elle est considérée comme une médiatrice importante de la culture arabe dans les pays germanophones.
Les critiques de la traduction des Nuits ont été très positives, soulignant leur langage contemporain et leur style littéraire approprié. Comparé aux traductions allemandes antérieures, par exemple celles de l'arabisant Enno Littmann, qui a publié sa première version dans les années 1920, les critiques ont salué le choix d'Ott de traduire les scènes érotiques dans un langage contemporain. Elle a aussi refusé d'omettre ces scènes pour des raisons de moralité, comme l'avaient fait certaines versions européennes et arabes antérieures.
Une critique dans le magazine en ligne Qantara (de) a qualifié le style d'Ott de « libéré de la patine imposée de l'idiome des contes de fées européens » et a également souligné ses traductions des poèmes originaux placés entre les contes.
Ces poèmes avaient été omis dans les versions allemandes antérieures, et Ott les a inclus, en utilisant divers mètres poétiques reflétant les vers arabes originaux. Une critique des Nuits dans l'hebdomadaire allemand Der Spiegel a comparé son travail à la restauration d'une œuvre historique, car elle avait retiré les « couches » de traductions antérieures placées sur le « magnifique tableau et exposé le bon et vieil original ».
Après la première édition en 2004, Tausendundeine Nacht d'Ott a été réimprimé plusieurs fois en couverture rigide, avec des éditions de poche supplémentaires, des livres audio et des versions en ligne.

## Œuvres et publications choisies

### Traductions littéraires
- Tausendundeine Nacht. D'après le plus ancien manuscrit arabe de l'édition de Muhsin Mahdi, traduit en allemand pour la première fois par Claudia Ott. CHBeck, Munich 2018 (2004),  (ISBN 978-3-406-72290-5).
- Gold auf Lapislazuli. Die 100 schönsten Liebesgedichte des Orients . CHBeck, Munich 2008,  (ISBN 978-3-406-57669-0).
- Hundertundeine Nacht. Traduit de l'arabe en allemand pour la première fois et commenté de manière exhaustive par Claudia Ott. D'après le manuscrit andalou du Musée Aga Khan. Avec des illustrations en fac-similé de l'original. Manesse Verlag (de), Zurich 2012,  (ISBN 978-3-7175-9026-2).
- Tausendundeine Nacht. Das glückliche Ende. Nach der Handschrift der Raşit-Efendi-Bibliothek Kayseri a d'abord été publié par la Deutsche übertragen von Claudia Ott. CHBeck, Munich 2016,  (ISBN 978-3-406-68826-3).

- Tausendundeine Nacht. Der Anfang und das glückliche Ende. CH Beck, Munich 2018,  (ISBN 978-3-406-71404-7).

- Tausendundeine Nacht – Das Buch der Liebe . CH Beck, Munich 2022,  (ISBN 978-3-406-79035-5).

### Études universitaires
- Metamorphosen des Epos. Sīrat al-Muǧāhidīn (Sīrat al-Amīra Dāt al-Himma) zwischen Mündlichkeit et Schriftlichkeit. École de recherche en études asiatiques, africaines et amérindiennes (= CNWS publications 119), Université de Leyde, Leyde 2003 (Dissertation),  (ISBN 90-5789-081-X).

- Ott, « From the Coffeehouse into the Manuscript: the Storyteller and his Audience in the Manuscripts of an Arabic Epic », Oriente Moderno, vol. 83, no 2,‎ 2003, p. 443–451 (ISSN 0030-5472, DOI 10.1163/22138617-08302012, lire en ligne)

- Enno Littmann und seine Übersetzung von 1001 Nacht. Dans : Karlheinz Wiegmann (éd.) : Hin und weg. Tübingen in aller Welt, Kulturamt, Tübingen 2007 (Tübinger Kataloge, Band 77), pp. 111-123,  (ISBN 978-3-910090-77-4)
- Claudia Ott, Roads to Paradise: Eschatology and Concepts of the Hereafter in Islam (2 vols.), Leiden, Brill, 2017, 922–930 p. (ISBN 978-90-04-33315-4, DOI 10.1163/9789004333154_044, lire en ligne), « Paradise, Alexander the Great and the Arabian Nights: Some New Insights Based on an Unpublished Manuscript »

## Prix et distinctions
- Prix Johann-Friedrich-von-Cotta 2011, Stuttgart (de)
- 2013 Nomination pour le prix de traduction du Prix de la Foire du livre de Leipzig (de) pour Hundertundeine Nacht
- 2019 Écrivain en résidence Chretzeturm, Stein am Rhein[18]
- 2019 Prix de la fondation culturelle Erlangen pour sa traduction de Tausendundeine Nacht
- Bourse Tandem 2024 de la Fondation Gerda Henkel (de)[19]